# 해리엇 하먼

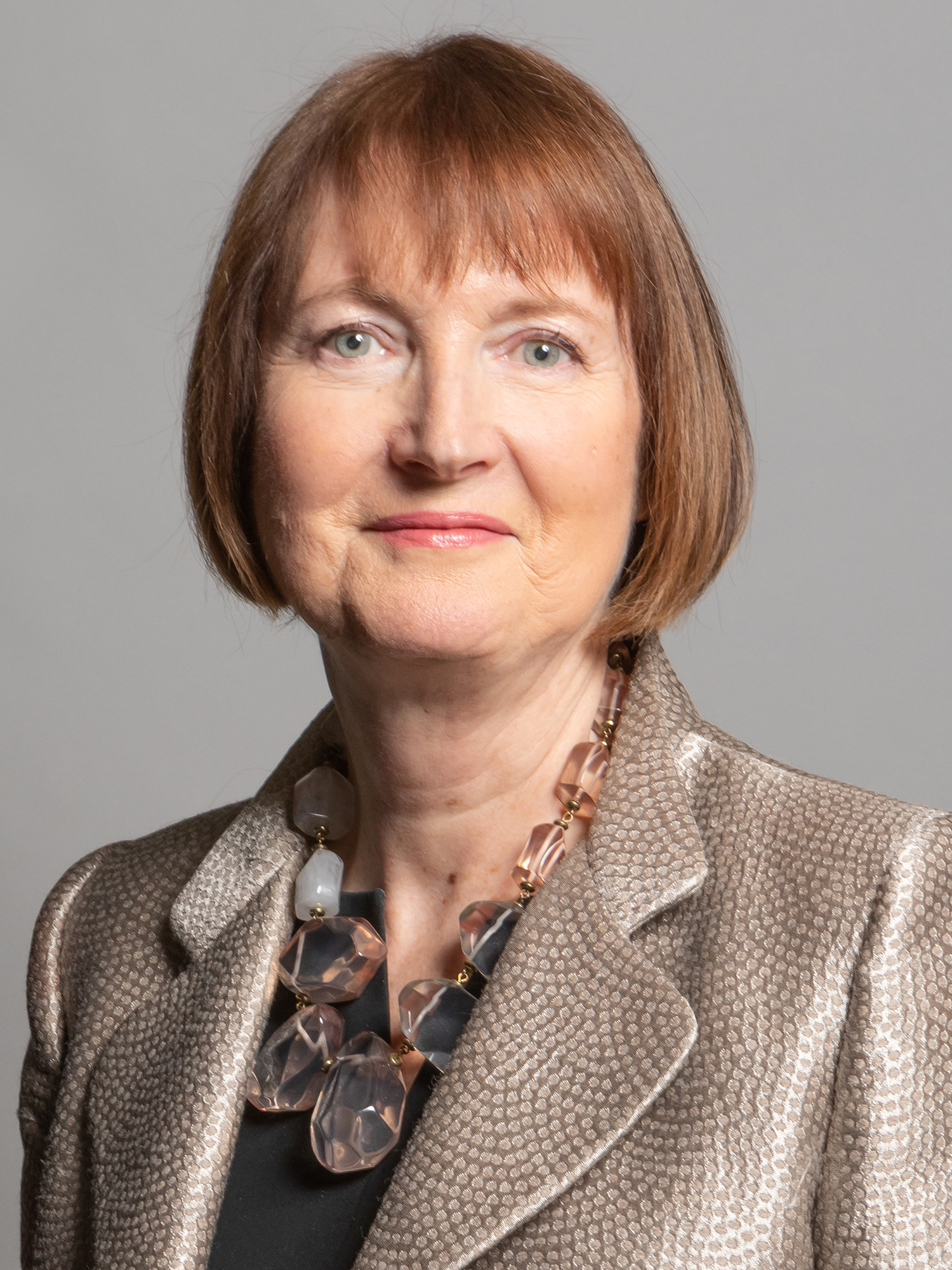
공식 초상화 (2020년)

해리엇 하먼 (Harriet Ruth Harman QC, 1950년 7월 30일~)은 영국의 정치인이자 법무관으로, 1982년부터 캠버웰 페캠 (구 페캠) 지역구 국회의원을 맡고 있다. 영국 노동당 소속으로 내각과 그림자 내각의 여러 관직을 거쳤다.
1950년 런던에서 의사와 변호사의 딸로 태어난 하먼은 사립학교인 세인트 폴스 걸스 스쿨에서 공부하였으며, 요크 대학교에서 정치학을 전공하였다. 대학 졸업 후 런던 브렌트구 법률사무소에서 근무하다 국가시민자유위원회 소속 법무담당관이 되었다. 당시 법정 내에서 문서를 크게 읽어 기자와 공유했다는 이유로 마이클 헤이버스 전 법무장관에 의해 법정모독죄로 기소를 당하는 일이 있었다. 하먼은 이후 유럽 인권 재판소에 소송을 제기하였으며, 하먼의 표현의 자유가 침해되었다는 판결로 승소하였다. '하먼 대 영국 정부'로 불리는 이 사건은 영국 공법에서 중요하게 다뤄지는 판례이기도 하다.
1982년 페캠 재보궐선거에 노동당 후보로 출마해 처음 국회의원으로 당선되었으며, 1984년 노동당 그림자 내각의 예비 사회복지장관을 거쳐 1987년 예비 보건장관직에 오른다. 존 스미스 대표 시기에는 예비 재무장관직을, 토니 블레어 대표 시기에는 예비 고용장관과 예비 보건비서관, 예비 사회보안 비서관직을 거쳤다. 1997년 영국 총선에서 노동당이 집권하자 바로 사회보안장관 겸 초대 여성 부장관에 임명되었으나 이듬해 1998년 내각에서 물러난다. 2001년 잉글랜드 웨일스 법무장관으로 임명되어 2005년까지 역임하다 그해 헌법 부장관이 되었다. 2007년 당 부대표 선거에 출마해 예선에서 5명의 후보를 누르고 결선에 진출, 앨런 존슨 보건장관을 근소차로 누르고 최종 승리하여 당 부대표가 되었다. 같은 시기 당대표에 당선되어 총리가 된 고든 브라운은 하먼 부대표를 서민원 대표, 옥새상서, 여성평등 부장관, 노동당 의장, 그리고 비공식 관직이지만 영국 부총리에도 임명하였다.
2010년 영국 총선에서 노동당이 패배하고 브라운 총리도 당대표에서 물러나자, 하먼 부대표가 당대표권한대행을 맡고 당대표 선거에서 에드 밀리밴드가 선출될 때까지 재직하였다. 이어서 예비 부총리직에 임명되었으며 그와 동시에 2010년부터 2011년까지 예비 국제개발장관, 2011년부터 2015년까지 예비 디지털문화미디어스포츠장관직을 거쳤다. 2014년에는 법무담당관 재직 시절 국가시민자유위원회가 소아성애 옹호단체인 페도필리아 인포메이션 익스체인지와 제휴 관계를 맺었다는 사실이 드러나 공식 사과했다. 2015년 영국 총선에서 노동당이 패배하면서 밀리밴드는 노동당 대표직에서 물러나자 하먼 부대표는 다시 한번 노동당 대표권한대행을 맡게 되었다. 이어 하먼은 부대표직 사퇴를 선언하여 2015년 노동당 부대표 선거를 치르게 되었다.
2021년 12월 차기 총선 불출마를 선언하였다.